# Mother Juno
 (décembre 2022).
Si vous disposez d'ouvrages ou d'articles de référence ou si vous connaissez des sites web de qualité traitant du thème abordé ici, merci de compléter l'article en donnant les références utiles à sa vérifiabilité et en les liant à la section « Notes et références ».
Albums de The Gun Club
The Las Vegas Story Pastoral Hide and Seek
Mother Juno (Red Rhino 1987) est un album du groupe The Gun Club.

## Titres
1. Bill Bailey
2. Thunderhead
3. Lupita Screams
4. Yellow Eyes
5. Breaking Hands
6. Araby
7. Hearts
8. My Cousin Kim
9. Port of Souls